# Черв'янка (Троїцький район)
Черв'я́нка (рос. Червянка) — село у складі Троїцького району Алтайського краю, Росія. Входить до складу Боровлянської сільської ради.

## Населення
Населення — 123 особи (2010; 142 у 2002).
Національний склад (станом на 2002 рік):
- росіяни — 98 %